# Rhopalura pterocirri
Rhopalura pterocirri is een diersoort in de taxonomische indeling van de Orthonectida. Deze minuscule parasieten hebben geen weefsels of organen en bestaan uit slechts enkele tientallen cellen.
Het organisme behoort tot het geslacht Rhopalura en behoort tot de familie Rhopaluridae. De wetenschappelijke naam van de soort werd voor het eerst geldig gepubliceerd in 1896 door de Saint-Joseph.